# Аарон Абрамс
Аарон Абрамс (англ. Aaron Abrams; нар. 12 травня 1978, Торонто, Канада) — канадський актор, сценарист, продюсер.

## Біографія
Аарон Абрамс народився в Торонто, Канада. Навчався в театральній школі при Університеті Де Поля, отримав ступінь бакалавра витончених мистецтв акторської майстерності.

## Кар'єра
Актор розпочав кар'єру у 2003 одразу у кількох проектах: «Весільна вечірка», «У льодовиковому полоні», «Євангеліє від Івана», «Пращі та стріли». З того часу Аарон виконав більше ніж п'ятдесят ролей у кіно та на телебаченні. Серед них головна роль у телевізійному трилері «Ганнібал», а також ролі другого плану у серіалах номінованих на премію «Еммі»: «Пращі та стріли», «Утікачі», «Держава в державі».
У 2007 відбулась прем'єра комедійної стрічки «Молодіжна лихоманка» на Міжнародному кінофестивалі у Торонто. Абрамс виконав головну роль, а також спільно з Мартіном Геро написав сценарій та виступив як продюсер. За цей фільм актор отримав приз Канадського фестивалю комедійних фільмів.

## Фільмографія

### Фільми
| Рік  | Назва                               | Оригінальна назва             | Роль          | Примітки               |
| ---- | ----------------------------------- | ----------------------------- | ------------- | ---------------------- |
| 2003 | «Весільна вечірка»                  | The In-Laws                   | студент       |                        |
| 2003 | «У льодовиковому полоні»            | Ice Bound                     | пацієнт       | телефільм              |
| 2003 | «Євангеліє від Івана»               | The Gospel of John            | чоловік       |                        |
| 2004 | «Оселя зла: Апокаліпсис»            | Resident Evil: Apocalypse     | асистент      |                        |
| 2004 |                                     | Safe                          | Менні         | короткометражка        |
| 2004 | «Рідні»                             | Siblings                      | пастор        |                        |
| 2005 |                                     | Sabah                         | фельдшер      |                        |
| 2005 | «Нокдаун»                           | Cinderella Man                | фанат         |                        |
| 2005 | «Амбіційний Трамп»                  | Trump Unauthorized            | репортер      | телефільм              |
| 2006 | «Капітан Зум. Академія супергероїв» | Zoom                          |               | в титрах не зазначений |
| 2006 |                                     | Couldn't Be Happier           | Двайн         | короткометражка        |
| 2007 | «Пожежний пес»                      | Firehouse Dog                 | поліцейський  |                        |
| 2007 | «Молодіжна лихоманка»               | Young People Fucking          | Метт          |                        |
| 2007 | «Рай»                               | Paradise                      | Мітч          | короткометражка        |
| 2008 | «Проблиск геніальності»             | Flash of Genius               | Ієн Меіллор   |                        |
| 2008 | «Солдат-кіборг»                     | Cyborg Soldier                | Тайлер Воллер |                        |
| 2009 | «Надокучливе щастя»                 | The Good Times Are Killing Me | Гарі          | телефільм              |
| 2009 | «У себе вдома… З тобою»             | At Home by Myself… with You   | Гай           |                        |
| 2009 | «Амелія»                            | Amelia                        | Слім Гордон   |                        |
| 2009 | «Хлопці з календаря»                | 12 Men of Christmas           | Лес           | телефільм              |
| 2011 | «Любить/Не любить»                  | Take This Waltz               | Аарон         |                        |
| 2011 | «Вулиця Арлет 388»                  | 388 Arletta Avenue            | Алекс         |                        |
| 2012 | «Нестерпний Генрі»                  | Jesus Henry Christ            | медбрат       |                        |
| 2013 | «Це був ти, Чарлі»                  | It Was You Charlie            | Том           |                        |
| 2014 |                                     | Sleepless                     |               | короткометражка        |
| 2014 |                                     | Entangled                     |               | короткометражка        |
| 2015 | «Монстр у шафі»                     | Closet Monster                | Пітер         |                        |
| 2015 |                                     | Never Happened                | Греді         | короткометражка        |
| 2015 | «Затемнення»                        | Regression                    | Фаррелл       |                        |
| 2016 | «Код 8»                             | Code 8                        | Фредді Берко  | короткометражка        |
| 2016 |                                     | The Press Conference          | Марк          | короткометражка        |
| 2016 |                                     | It's Not What You Know        | Джей          | короткометражка        |
| 2019 | «Код 8»                             | Code 8                        | офіцер Девіс  |                        |

### Серіали
| Рік       | Назва                           | Оригінальна назва                          | Роль          | Примітки          |
| --------- | ------------------------------- | ------------------------------------------ | ------------- | ----------------- |
| 2003      | «Тарзан»                        | Tarzan                                     | Ральф         | 1 епізод          |
| 2003-2006 | «Пращі та стріли»               | Slings and Arrows                          | Пол           | 6 епізодів        |
| 2004      | «Кевін Гілл»                    | Kevin Hill                                 | кур'єр        | 1 епізод          |
| 2005      |                                 | This Is Wonderland                         | охоронець     | 2 епізоди         |
| 2005      | «Офіцер поліції»                | Kojak                                      | Тоні          | 1 епізод          |
| 2005      | «Зоряна брама: Атлантида»       | Stargate: Atlantis                         | Канайо        | 2 епізоди         |
| 2006-2008 | «Утікачі»                       | Runaway                                    | Таннен        | 4 епізоди         |
| 2006      | «Держава в державі»             | The State Within                           | Метью         | 6 епізодів        |
| 2007      |                                 | The Jane Show                              | Гарт          | 1 епізод          |
| 2007      | «Люблю тебе до смерті»          | 'Til Death Do Us Part                      | Бен Мілфорд   | 1 епізод          |
| 2007      | «Маленька мечеть у преріях»     | Little Mosque on the Prairie               | Дейв Шарп     | 1 епізод          |
| 2008      | «Таємне життя дружин хокеїстів» | M.V.P                                      | Роб           | 1 епізод          |
| 2009      | «Гаряча точка»                  | Flashpoint                                 | Джоель        | 1 епізод          |
| 2009      | «Правила зйому»                 | The Dating Guy                             | архангел      | озвучка; 1 епізод |
| 2010-2011 | «Копи-новобранці»               | Rookie Blue                                | Донован Бойд  | 8 епізодів        |
| 2011      | «NCIS: Полювання на вбивць»     | NCIS: Los Angeles                          | Гектор Лі     | 1 епізод          |
| 2011      |                                 | Mayday                                     | Патрік Гартен | 1 епізод          |
| 2011      | «Продюсер Паркер»               | Producing Parker                           | Саймон        | 22 епізоди        |
| 2012      | «Усе складно в Л. А.»           | The L.A. Complex                           | Рік Лойд      | 8 епізодів        |
| 2013      |                                 | Played                                     | Маркус        | 1 епізод          |
| 2013-2015 | «Ганнібал»                      | Hannibal                                   | Брайан Зеллер | 27 епізодів       |
| 2014      | «Лонгмайр»                      | Longmire                                   | Вогель        | 1 епізод          |
| 2014      | «NCIS: Полювання на вбивць»     | NCIS: Naval Criminal Investigative Service | Тодд Прайс    | 1 епізод          |
| 2014      | «Справа Дойлів»                 | Republic of Doyle                          | Джон Ронан    | 4 епізоди         |
| 2015      | «C.S.I.: Кіберпростір»          | CSI: Cyber                                 | Патрік Мерфі  | 1 епізод          |
| 2016      | «Фальсифікація»                 | Faking It                                  | Джош          | 1 епізод          |
| 2016      | «Вбивство першого ступеня»      | Murder in the First                        | Даг Шварц     | 1 епізод          |
| 2016      | «Майстри сексу»                 | Masters of Sex                             | Ренді         | 3 епізоди         |
| 2016      | «Сліпа зона»                    | Blindspot                                  | Метью Вейтз   | 4 епізоди         |
| 2017      | «Анатомія Грей»                 | Grey's Anatomy                             |               | 1 епізод          |